# بوكيمون لينك!
بوكيمون لينك! (بالإنجليزية: Pokémon Link!)‏، ويسمى في العنوان الياباني بوكيمون تروزي! (Pokémon Trozei!)، هي لعبة فيديو من نوع ألغاز، صدرت في الأسواق سنة 2005، حيث تعمل لمنصة نينتندو دي إس المحمولة.

## المواقع الخارجية
- الموقع الرسمي بالانكليزية
- Pokémon Trozei على موبي غيمز
- IGN's preview